# Polystigma caraganae
Polystigma caraganae är en svampart som först beskrevs av Woron., och fick sitt nu gällande namn av Vasyag. 1981. Polystigma caraganae ingår i släktet Polystigma och familjen Phyllachoraceae.   Inga underarter finns listade i Catalogue of Life.